# C. Robert Cloninger
Claude Robert Cloninger (4 de abril de 1944) é um americano psiquiatra e geneticista conhecido por sua pesquisa sobre a base biológica, psicológica, social e espiritual da saúde mental e doença mental. Ele detém o Wallace Renard Professorship de Psiquiatria, é professor de psicologia e genética, e atua como diretor do Centro Familiar Sansone para o Bem-Estar na Universidade de Washington em St. Louis. Cloninger é membro dos programas de genética estatística, de neurociência e evolutiva da Divisão de Biologia e Ciências Biomédicas da Universidade de Washington, e é reconhecido como clínico especialista no tratamento de psicopatologia geral, dependência de substância e transtornos de personalidade.
Cloninger é conhecido por suas pesquisas sobre genética, neurobiologia e desenvolvimento de personalidade e transtornos de personalidade. Ele identificou e descreveu traços hereditários de personalidade que predisseram a vulnerabilidade ao alcoolismo e outros transtornos mentais em estudos prospectivos de adotados criados fora de seus pais biológicos. Cloninger também realizou a primeira estudo de associação genômica ampla e ligação gênica de traços de personalidade normais, e desenvolveu duas ferramentas amplamente utilizadas para medir a personalidade: o Questionário de Personalidade Tridimensional (QPT) e o Inventário de Temperamento e Caráter (ITC).
Em 2004, ele publicou Feeling Good: The Science of Well-Being. Cloninger atua como diretor do Anthropedia Institute, o ramo de pesquisa da Anthropedia Foundation. Em colaboração com a Anthropedia, ele ajudou a desenvolver a série de DVDs Know Yourself.
Cloninger conquistou prêmios por toda a vida de várias associações acadêmicas e médicas e é membro do Instituto de Medicina da Academia Nacional de Ciências. Ele é autor ou co-autor de nove livros e mais de quatrocentos e cinquenta artigos, e é um psiquiatra e psicólogo altamente citado reconhecido pelo Institute for Scientific Information (ISI). Ele atuou em uma capacidade editorial em muitas revistas, incluindo Behavior Genetics, American Journal of Human Genetics, Archives of General Psychiatry, Comprehensive Psychiatry, e na Mens Sana Monographs.

## Educação e pesquisa inicial
Cloninger nasceu em Beaumont, Texas, em 1944. Seu pai Morris Cloninger era um ex-professor de inglês e empresário, e sua mãe Concetta era uma ex-atriz que dirigiu o teatro da comunidade local. Ele frequentou a Universidade do Texas em Austin de 1962-1966 no programa Honors do Plano II. Além de estudos pré-médicos, ele estudou filosofia, antropologia cultural e psicologia, pelo qual recebeu honras.
Cloninger frequentou uma escola de medicina intensiva em pesquisa na Universidade de Washington em St. Louis de 1966 a 1970, e permaneceu no corpo docente de lá ao longo de sua carreira. Além de treinamento médico regular, ele fez uma bolsa de pesquisa em medicina preventiva e saúde pública. Ele começou a pesquisa em psiquiatria em 1969, sob a orientação de Samuel Guze. Cloninger queria entender por que o transtorno de personalidade antissocial, a dependência de substância e o distúrbio de somatização eram tão frequentemente encontrados juntos no mesmo indivíduo e na mesma família. Esta questão levou a estudos longitudinais de pessoas com cada um desses distúrbios e, em seguida, estudos de família e adoção.
A fim de melhor quantificar e testar hipóteses sobre a herança de distúrbios psiquiátricos, ele estudou genética quantitativa com Theodore Reich em St. Louis e com Newton Morton e DC Rao do Laboratório de Genética de Populações da Universidade do Havaí. Durante o final dos anos 70, Cloninger trabalhou na modelagem de padrões complexos de herança usando análise de caminho para incluir ambas herança genética e cultural. Ele estendeu a análise de caminho com a introdução do "copath" para facilitar a análise de acasalamento assortativo e herança cultural. Ele trabalhou em desenvolver métodos para desvincular influências genéticas, culturais e outras influências ambientais sobre os transtornos mentais até concluir que tal modelagem estatística nunca convenceria os céticos ou forneceria estimativas precisas quando os pais biológicos também criassem seus próprios filhos. Seus estudos clínicos sobre transtornos psiquiátricos também revelaram muita complexidade nas características clínicas dos transtornos mentais: muitas vezes as pessoas tinham múltiplas síndromes sobrepostas e mudavam com o tempo de formas imprevisíveis. Como resultado, ele mudou seus esforços depois de 1980 para projetos experimentais mais atraentes, como adoção e estudos de ligação gênica.

## Trabalhos

### Estudo de adoção de Estocolmo
A resposta à necessidade de melhores dados sobre experimentos de separação veio na forma de uma colaboração de longo prazo entre Cloninger e Michael Bohman, chefe de psiquiatria infantil da Universidade de Umea, na Suécia. Bohman lera alguns dos artigos de Cloninger sobre a análise de experimentos de separação e pediu a ajuda de Cloninger em sua própria pesquisa. Durante vários anos, Bohman estudou o comportamento de uma grande coorte de nascidos de crianças nascidas em Estocolmo. As crianças foram separadas de seus pais biológicos no nascimento e criadas em lares adotados. Dados extensos sobre abuso de álcool, criminalidade e queixas físicas e mentais aos médicos estavam disponíveis na Suécia como resultado dos extensos registros de saúde e sociais para todas as pessoas no país. Cloninger desenvolveu métodos para o que ele chamou de análise "de fomento cruzado". Informações sobre o fundo genético dos adotados foram medidas por dados sobre seus pais biológicos. Informações sobre seu ambiente de criação foram medidas por dados sobre seus pais adotivos e ambiente doméstico. Isso permitiu o estudo das contribuições independentes das origens genéticas e ambientais de forma independente e combinada em uma amostra de milhares de adotados. Seu primeiro trabalho conjunto sobre uma análise de fomento cruzado da herança do alcoolismo em homens tornou-se um ISI Science Citation Classic que convenceu a maioria dos cientistas de que a vulnerabilidade ao alcoolismo era geneticamente hereditária em parte.
Cloninger, Bohman e Soren Sigvardson distinguiram dois subtipos de alcoolismo que diferiam em suas características clínicas e padrão de herança: tipo 1, associado à propensão à ansiedade e perda de controle sobre a ingestão de álcool após os 25 anos; e tipo 2, associado à impulsividade e comportamento antissocial antes dos 25 anos. Cloninger propôs que as diferenças entre esses dois grupos de pessoas fossem explicadas por traços de personalidade que eram observáveis na infância, muito antes de qualquer exposição ao álcool. Ele confirmou isso medindo a personalidade dos meninos quando eles estavam na quarta série, cerca de 10 anos de idade, com base em entrevistas detalhadas com seus professores e sem qualquer conhecimento de seu estado de bebida como adultos. As classificações de personalidade de Cloninger foram baseadas em seu modelo tridimensional de temperamento. O modelo de personalidade também ajudou a equipe a compreender outras descobertas obtidas sobre a herança de comportamento criminoso, somatização (ou seja, muitas queixas físicas), ansiedade e transtornos depressivos. Os resultados originais foram posteriormente confirmados por um estudo de replicação usando os mesmos métodos conduzidos em Gotemburgo, na Suécia. No geral, esses estudos de adoção forneceram fortes evidências para a contribuição de influências genéticas e ambientais na vulnerabilidade ao alcoolismo, somatização, criminalidade, ansiedade e transtornos depressivos.

### Inventário de temperamento e caráter
Observações sobre a personalidade proporcionaram a Cloninger uma maneira prática de prever a vulnerabilidade aos transtornos mentais. Em meados da década de 1980, ele desenvolveu um modelo geral de temperamento baseado em dados genéticos, neurobiológicos e neurofarmacológicos, em vez de usar análise fatorial de comportamento ou auto-relatos, como usualmente feito por psicólogos da personalidade. Ele se concentrou na estrutura de habilidades de aprendizagem dentro da pessoa, como tem sido desejado por psicólogos social-cognitivos. Para testar a adequação de seu modelo estrutural, Cloninger comparou seu modelo de desenvolvimento dentro do indivíduo (isto é, ontogenia) à evolução das habilidades de aprendizagem em filogenia animal. Inicialmente ele descreveu três dimensões de temperamento que ele sugeriu que fossem herdadas independentemente: esquiva ou evitação de danos (ansiosa, pessimista versus extrovertida, otimista), busca de novidade (impulsiva, rapidamente irritável vs. rígida, de temperamento lento) e dependência de recompensa (calorosa, busca aprovação vs. frio, distante). Essas dimensões são medidas usando seu Questionário de Personalidade Tridimensional (TPQ).
Estudos rapidamente mostraram que a persistência (perseverante, ambiciosa versus facilmente desencorajada, insuficiente) era uma quarta dimensão de temperamento herdada independentemente com circuitos cerebrais específicos, em vez de uma faceta da Dependência de Recompensa. Essas dimensões de temperamento mostraram ser uma maneira poderosa de distinguir subtipos de transtornos de personalidade e vulnerabilidade a uma ampla gama de transtornos mentais. Cloninger foi inicialmente criticado por reduzir a personalidade a impulsos emocionais. Por exemplo, em seu livro Listening to Prozac, Peter Kramer chamou o modelo de temperamento de personalidade de "um pesadelo humanista".
Da mesma forma, Cloninger e seu colega Dragan Svrakic descobriram que o temperamento sozinho não capturava toda a gama de personalidades. Eles descobriram que, por si só, o temperamento não podia revelar se uma pessoa era madura ou tinha um distúrbio de personalidade. Em média, havia diferenças na probabilidade de transtorno de personalidade em pessoas com diferentes configurações de temperamento, mas todas as configurações podiam ser encontradas em pessoas mentalmente saudáveis, bem como em pessoas com transtornos de personalidade. Consequentemente, Cloninger identificou um segundo domínio de variáveis de personalidade, usando traços de caráter para medir o estilo humanístico e transpessoal de uma pessoa: autodirecionamento (confiável, intencional versus culpado, sem objetivo), cooperatividade (tolerante, útil versus preconceituoso, vingativo) e autotranscendência (auto-esquecida, espiritual versus autoconsciente, materialista). Essas dimensões de caráter medem os componentes do autogoverno mental de um indivíduo e podem medir fortemente a presença e a gravidade do transtorno de personalidade. Cloninger costuma citar Immanuel Kant, que define o caráter como "o que as pessoas fazem de si mesmas intencionalmente". As dimensões de caráter têm fortes relações com regiões do cérebro recentemente evoluídas - como o neocórtex frontal, temporal e parietal - que regulam a aprendizagem de fatos e proposições. Por outro lado, as dimensões do temperamento têm fortes relações com os antigos sistemas corticoestriado e límbico que regulam hábitos e habilidades.
Essas dimensões de três caracteres foram consideradas tão hereditárias quanto as quatro dimensões de temperamento, cada uma com cerca de 50% de herdabilidade em estudos com gêmeos. Descobriu-se que todas as sete dimensões do temperamento e do caráter têm determinantes genéticos únicos e que devem ser regulados por diferentes sistemas cerebrais, medidos por imagens cerebrais funcionais. Cada dimensão é influenciada pela interação complexa entre muitas variáveis genéticas e ambientais, de modo que a personalidade se desenvolve como um sistema adaptativo complexo. Os inventários de temperamento e caráter de Cloninger têm sido amplamente utilizados em uma ampla variedade de propósitos clínicos e de pesquisa, e citados em milhares de publicações revisadas por pares. A construção dos inventários com base em considerações genéticas e neurobiológicas desafia os pressupostos estatísticos tradicionais de inventários derivados de fatores analíticos, que têm sido alvo de psicólogos sociais e cognitivos por muitos anos. Felizmente, em termos de informação estatística geral, existe uma extensa sobreposição entre o ITC e outros inventários de personalidade multidimensionais, exceto que outros inventários não têm a dimensão de autotranscendência.

### Autotranscendência
A autotranscendência se refere ao interesse que as pessoas têm em buscar algo elevado, algo além de sua existência individual. De acordo com o modelo de Cloninger, a autotranscendência pode se manifestar como uma compreensão intuitiva de aspectos elevados da humanidade, como compaixão, ética, arte e cultura. Outros que experimentam também podem descrever uma consciência de uma presença divina. Pessoas com pontuação alta no ITC Autotranscendência relatam experiências frequentes de ilimitado e inseparabilidade. Eles perdem a consciência de sua separatividade quando absorvidas naquilo que amam fazer ou quando apreciam as maravilhas e os mistérios da vida. Cloninger observa que tais experiências de esquecimento de si mesmo e identificação transpessoal correspondem ao que Freud (seguindo Romain Rolland) chamou de "sentimentos oceânicos". que é diferente da adesão intelectual a determinados dogmas ou rituais religiosos. A escala de autotranscendência do ITC é frequentemente usada como medida de espiritualidade. Cloninger propôs que a psique é o aspecto de um ser humano que motiva a busca da autotranscendência e fundamenta as capacidades humanas de autoconsciência, criatividade e liberdade de arbítrio. Como sugerido por psicólogos transpessoais e outros psiquiatras como Carl Jung e Viktor Frankl, Cloninger enfatizou que a autotranscendência é um componente essencial nos processos de integração e amadurecimento da personalidade. Ele descobriu que quando as pessoas com pontuação alta em todos os três traços de caráter são comparadas com outras, elas têm o nível mais alto de bem-estar, medido pela presença de emoções positivas, ausência de emoções negativas, satisfação com a vida ou conduta virtuosa. A capacidade de amor e trabalho há muito é reconhecida como importante para o bem-estar, mas Cloninger também observou que as pessoas precisam experimentar autotranscendência para lidar bem com o sofrimento e desfrutar plenamente das maravilhas e mistérios da vida.

### A ciência do bem-estar
Em seu livroFeeling Good: The Science of Well-Being , Cloninger descreve o ímpeto de seu novo trabalho: 
 Eu acho que é importante trazermos uma base científica para a psiquiatria e psicologia em um nível que vá além do nível da descrição. Para que possamos avançar sistematicamente, como por exemplo a química e a física, precisamos de uma teoria específica da pessoa e de nossa natureza de ser. Como resultado disso, tentei elaborar um modelo tão sistemático e progredi por etapas para estruturas teóricas cada vez mais inclusivas. A posição básica que tenho agora é que temos que ver a pessoa como algo mais do que uma coleção de estados de doença: uma pessoa é composta de múltiplos elementos de corpo, mente e espírito. Cada um deles deve ser cuidadosamente definido e mensurável, para que possamos evitar a fantasia e a especulação e ter modelos testáveis... O que ficou cada vez mais claro para mim é que o homem tem uma tendência integradora natural que leva à saúde, e que a doença surge sempre que há um bloqueio. Bloqueios podem vir de uma predisposição genética que interfere no desenvolvimento natural, da aprendizagem social ou de experiências anteriores que são únicas do indivíduo. 
 Cloninger também sugeriu que não apenas existe uma tendência natural de integração, mas que "todos os seres humanos têm necessidades espontâneas de felicidade, autocompreensão e amor". Ele descreve práticas que melhoram o desenvolvimento do personagem e satisfazem essas fortes necessidades básicas. Assim como as pessoas podem se tornar mais fortes no corpo através do exercício físico, ele descobriu que elas podem se tornar mental e espiritualmente mais saudáveis com exercícios mentais e espirituais, incluindo certas meditações que aumentam a atenção plena e a espiritualidade. Ele descreve exemplos de tais exercícios em detalhes em uma série de DVD chamada Know Yourself, que foi desenvolvida com a Anthropedia Foundation. A série Conheça-se destina-se a ser usada como coach de bem-estar ou como adjunta em psicoterapia.
Os exercícios mentais descritos por Cloninger destinam-se a estimular o desenvolvimento do caráter e a autoconsciência, fomentando assim um modo de vida saudável com três conjuntos de objetivos e valores:
Trabalhar a serviço dos outros, aumentando assim o amor e a cooperação; deixar de disputar e se preocupar, aumentando assim a esperança e o autodirecionamento; e crescer em consciência, aumentando assim a fé e a autotranscendência. A abordagem de Cloninger combina princípios de terapia cognitivo-comportamental, terapia centrada na pessoa e psicologia positiva com avaliação da personalidade e práticas meditativas que aumentam a atenção plena e a autoconsciência dos esquemas cognitivos que organizam e direcionam nossa atenção e motivação em diferentes situações. Sua abordagem difere de outras formas de psicoterapia por sua ênfase na integração da consciência de uma pessoa sobre seu corpo, pensamentos e psique. Ele sugere que a separação entre as abordagens biomédica, psicossocial e espiritual interfere no desenvolvimento do bem-estar, enquanto sua integração tem mostrado reduzir as taxas de abandono, recaída e recorrência em ensaios clínicos randomizados de terapia de bem-estar. A abordagem integrativa de Cloninger pretende sintetizar o trabalho realizado no campo da saúde mental, fomentando o que Juan Mezzich, da Associação Mundial de Psiquiatria, chamou de "psiquiatria para a pessoa". Vários estudos mostram que a psicoterapia, sozinha ou em combinação com medicamentos, pode ajudar pessoas com transtornos mentais a se recuperarem mais rapidamente e permanecerem mais tempo, mas que um número cada vez menor de psiquiatras está fornecendo psicoterapia para seus pacientes. Cloninger está trabalhando com a Associação Mundial de Psiquiatria e com o Colégio Internacional de Medicina Centrada na Pessoa para promover uma abordagem mais integrada à saúde mental e ao bem-estar. A Associação Americana de Psiquiatria reconheceu Cloninger por suas contribuições para entender melhor a base biopsicossocial da saúde mental e da doença com o Prêmio Judd Marmor de 2009.

## Honras e prêmios
Honras e prêmios selecionados
2014 Prêmio Oscar Pfister da Associação Americana de Psiquiatria e Associação de Capelães Profissionais
2012 Doutor Honorário em Filosofia (PhD h.c.), Faculdade de Psicologia e Ciências Sociais, Universidade de Gotemburgo, Suécia
2009 Judd Marmor Award, Associação Americana de Psiquiatria
Prêmio Lifetime Achievement de 2003, Sociedade Internacional de Genética Psiquiátrica
2000 Annual Award for Lifetime Achievement, American Society of Addiction Medicine
1993 Prêmio Adolf Meyer, Associação Americana de Psiquiatria
1993 Prêmio Samuel Hamilton, Associação Americana de Psicopatologia
1989 Instituto de Medicina, Academia Nacional de Ciências, EUA
1988 Prêmio Edward A. Strecker, Instituto do Hospital da Pensilvânia
1983 Doutor Honorário em Medicina (M. D. h.c.), Universidade de Umea, Suécia

## Publicações selecionadas

### Livros
- Cloninger, C. R. (2004). Feeling good: The science of well-being. New York: Oxford University Press. (Italian translation with foreword by Mario Maj, Rome, CIC Edizioni Internationali, 2006).
- Hallett M., Fahn S., Jankovic J.J., Lang A.E., Cloninger C.R., Yudofsky S.C. (Eds.) (2005). Psychogenic movement disorders: neurology and neuropsychiatry. Philadelphia: Lippincott Williams & Wilkins.
- Cloninger, C. R., (Ed.) (1999). Personality and psychopathology. Washington, D.C.: American Psychiatric Press.
- Cloninger C.R., Przybeck T.R., Svrakic D.M., Wetzel R.D., Richter J., Eisemann M., Richter G. (1999). Das Temperament und Charakter Inventar (TCI) manual. Frankfurt: Swets Test Services.
- Gershon E.S. and Cloninger C.R. (Eds.) (1994). Genetic approaches in mental disorders. Washington, D.C.: American Psychiatric Press.
- Cloninger C.R., Przybeck T.R., Svrakic D.M., Wetzel R.D. (1994). The temperament and character inventory (TCI): A guide to its development and use. St. Louis: Washington University Center for Psychobiology of Personality.
- Cloninger C.R. and Begleiter H. (Eds.) (1991). Genetics and biology of alcoholism. Banbury Reports 33. Plainview, N.Y.: Cold Spring Harbor Laboratory Press.
- Maser J.D. and Cloninger C.R. (Eds.) (1990). Comorbidity in anxiety and mood disorders. Washington, D.C., American Psychiatric Press.

### Artigos selecionados
- Cloninger, C. R (2013). A importância da consciência ternária para superar as inadequações da psiquiatria contemporânea. Revista de Psiquiatria Clínica. São Paulo 40(3), 110-113
- Cloninger, C. R. (2013) What makes people healthy, happy, and fulfilled in the face of current world challenges? Mens Sana Monographs, 11(1), 16-24.
- Cloninger, C. R., Zohar, A. H., Hirschmann, S., Dahan, D. (2012) The psychological costs and benefits of being highly persistent: personality profiles distinguish mood disorders from anxiety disorders. J Affective Disorder, 136(3), 758-66.
- Cloninger, C. R., Zohar, A. H. (2011) Personality and the perception of health and happiness. J Affective Disorders, 128(1-2), 24-32.
- Cloninger, C. R. (2009). On Well-Being: Current Research Trends And Future Directions. Editorial. Mens Sana Monographs, 6(1), 3-9.
- Sullivan, S., Cloninger, C.R., Przybeck, T.R., Klein, S. (2007). Personality characteristics in obesity and relationship with successful weight loss. Int J Obes (Lond.), 31, 667-674.
- Cloninger, C. R. (2006). The science of well-being: An integrated approach to mental health and its disorders. World Psychiatry, 5, 71-76.
- Cloninger, C. R., Svrakic, D.M., Przybeck, T.R. (2006) Can personality assessment predict future depression? A twelve-month follow-up of 631 subjects. J Affective Disorder, 92 (1), 35-44.
- Hansenne, M., Delhez, M., Cloninger, C.R. (2005). Psychometric properties of the Temperament and Character Inventory-Revised in a Belgian sample. J Person Assess, 85, 40-49.
- Grucza, R.A., Przybeck, T.R., Cloninger, C.R. (2005). Personality as a mediator of demographic risk factors for suicide attempts in a community sample. Comprehensive Psychiatry, 46, 214-222.
- Gillespie, N.A., Cloninger, C.R., Heath, A.C., Martin, N.G. (2003). The genetic and environmental relationship between Cloninger's dimensions of temperament and character. Personality and Individual Differences, 35, 1931-1946.
- Cloninger, C. R. (2003). Completing the psychobiological architecture of human personality development: Temperament, Character, & Coherence. In U. M. Staudinger & U. E. R. Lindenberger (Eds.), Understanding human development: Dialogues with lifespan psychology (pp. 159–182). Boston: Kluwer Academic Publishers.
- Cloninger, C. R. (2002). The discovery of susceptibility genes for mental disorders. Proceedings of the National Academy of Sciences USA, 99(21), 13365-13367.
- Cloninger, C. R. (2000). Biology of personality dimensions. Current Opinions in Psychiatry, 13, 611-616.
- Cloninger, C. R. (1999). A new conceptual paradigm from genetics and psychobiology for the science of mental health. Australian and New Zealand Journal of Psychiatry, 33, 174-186.
- Cloninger, C. R., Svrakic, N. M., & Svrakic, D. M. (1997). Role of personality self-organization in development of mental order and disorder. Development and Psychopathology, 9, 881-906.
- Cloninger, C. R. (1994). The genetic structure of personality and learning: a phylogenetic perspective. Clinical Genetics, 46, 124-137.
- Cloninger, C. R., Svrakic, D. M., & Przybeck, T. R. (1993). A psychobiological model of temperament and character. Archives of General Psychiatry, 50, 975-990.
- Cloninger, C. R., Przybeck, T. R., & Svrakic, D. M. (1991). The tridimensional personality questionnaire: U.S. normative data. Psychological Reports, 69, 1047-1057.